# Tongyeong
Tongyeong (Hán Việt: Thống Doanh) là một thành phố ven biển ở tỉnh Gyeongsang Nam, Hàn Quốc. Thời điểm năm 2010, thành phố có diện tích 238,81 ㎢ và dân số 139.869 người. Thành phố được chia thành 1 eup (quận), 6 myeon (thị trấn) và 11 dong (khu phố). Thành phố Chungmu và huyện Tongyeong đã được hợp nhất vào năm 1995, tạo ra thành phố Tongyeong ngày nay. Nó bao gồm bán đảo Goseong, đảo Hansan đảo, đảo Mireuk và đảo nhỏ khác. Trước đây thành phố được biết đến là Chungmu, theo tên Đô đốc Yi Sun-sin.

## Khí hậu
Thành phố Tongyeong có khí hậu cận nhiệt đới ẩm.
| Dữ liệu khí hậu của Tongyeong            | Dữ liệu khí hậu của Tongyeong | Dữ liệu khí hậu của Tongyeong | Dữ liệu khí hậu của Tongyeong | Dữ liệu khí hậu của Tongyeong | Dữ liệu khí hậu của Tongyeong | Dữ liệu khí hậu của Tongyeong | Dữ liệu khí hậu của Tongyeong | Dữ liệu khí hậu của Tongyeong | Dữ liệu khí hậu của Tongyeong | Dữ liệu khí hậu của Tongyeong | Dữ liệu khí hậu của Tongyeong | Dữ liệu khí hậu của Tongyeong | Dữ liệu khí hậu của Tongyeong |
| Tháng                                    | 1                             | 2                             | 3                             | 4                             | 5                             | 6                             | 7                             | 8                             | 9                             | 10                            | 11                            | 12                            | Năm                           |
| ---------------------------------------- | ----------------------------- | ----------------------------- | ----------------------------- | ----------------------------- | ----------------------------- | ----------------------------- | ----------------------------- | ----------------------------- | ----------------------------- | ----------------------------- | ----------------------------- | ----------------------------- | ----------------------------- |
| Cao kỉ lục °C (°F)                       | 18.4 (65.1)                   | 19.0 (66.2)                   | 21.8 (71.2)                   | 26.7 (80.1)                   | 30.7 (87.3)                   | 30.8 (87.4)                   | 36.9 (98.4)                   | 36.2 (97.2)                   | 33.5 (92.3)                   | 29.3 (84.7)                   | 25.2 (77.4)                   | 19.6 (67.3)                   | 36.9 (98.4)                   |
| Trung bình ngày tối đa °C (°F)           | 8.1 (46.6)                    | 10.0 (50.0)                   | 13.4 (56.1)                   | 18.0 (64.4)                   | 21.9 (71.4)                   | 24.8 (76.6)                   | 27.6 (81.7)                   | 29.7 (85.5)                   | 26.9 (80.4)                   | 22.6 (72.7)                   | 16.3 (61.3)                   | 10.7 (51.3)                   | 19.2 (66.6)                   |
| Trung bình ngày °C (°F)                  | 3.1 (37.6)                    | 4.9 (40.8)                    | 8.6 (47.5)                    | 13.4 (56.1)                   | 17.5 (63.5)                   | 20.9 (69.6)                   | 24.4 (75.9)                   | 26.1 (79.0)                   | 22.6 (72.7)                   | 17.6 (63.7)                   | 11.2 (52.2)                   | 5.5 (41.9)                    | 14.7 (58.5)                   |
| Tối thiểu trung bình ngày °C (°F)        | −0.8 (30.6)                   | 0.7 (33.3)                    | 4.4 (39.9)                    | 9.3 (48.7)                    | 13.9 (57.0)                   | 17.9 (64.2)                   | 22.0 (71.6)                   | 23.4 (74.1)                   | 19.4 (66.9)                   | 13.7 (56.7)                   | 7.0 (44.6)                    | 1.3 (34.3)                    | 11.0 (51.8)                   |
| Thấp kỉ lục °C (°F)                      | −11.2 (11.8)                  | −11.6 (11.1)                  | −8.9 (16.0)                   | −1.6 (29.1)                   | 6.1 (43.0)                    | 11.4 (52.5)                   | 15.6 (60.1)                   | 15.0 (59.0)                   | 11.8 (53.2)                   | 2.7 (36.9)                    | −3.8 (25.2)                   | −9.3 (15.3)                   | −11.6 (11.1)                  |
| Lượng Giáng thủy trung bình mm (inches)  | 29.8 (1.17)                   | 40.8 (1.61)                   | 83.1 (3.27)                   | 128.3 (5.05)                  | 180.1 (7.09)                  | 197.6 (7.78)                  | 313.5 (12.34)                 | 225.8 (8.89)                  | 136.7 (5.38)                  | 54.2 (2.13)                   | 39.8 (1.57)                   | 21.1 (0.83)                   | 1.450,8 (57.12)               |
| Số ngày giáng thủy trung bình (≥ 0.1 mm) | 5.1                           | 5.4                           | 7.9                           | 9.3                           | 9.6                           | 11.0                          | 14.8                          | 11.2                          | 8.5                           | 5.3                           | 5.4                           | 3.9                           | 97.4                          |
| Số ngày tuyết rơi trung bình             | 1.6                           | 1.5                           | 0.9                           | 0.0                           | 0.0                           | 0.0                           | 0.0                           | 0.0                           | 0.0                           | 0.0                           | 0.1                           | 0.9                           | 5.0                           |
| Độ ẩm tương đối trung bình (%)           | 53.4                          | 54.6                          | 58.4                          | 64.9                          | 72.4                          | 78.9                          | 84.8                          | 80.6                          | 74.3                          | 66.8                          | 61.9                          | 55.0                          | 67.2                          |
| Số giờ nắng trung bình tháng             | 198.8                         | 192.3                         | 201.4                         | 205.9                         | 217.0                         | 174.4                         | 147.2                         | 189.5                         | 170.2                         | 211.0                         | 196.1                         | 206.6                         | 2.310,4                       |
| Phần trăm nắng có thể                    | 63.4                          | 62.3                          | 54.3                          | 52.6                          | 50.1                          | 40.2                          | 33.4                          | 45.5                          | 45.7                          | 60.1                          | 63.0                          | 67.6                          | 51.9                          |
| Nguồn:                                   |                               |                               |                               |                               |                               |                               |                               |                               |                               |                               |                               |                               |                               |